# احمد دوغو
احمد دوغو (به ترکی استانبولی: Ahmet Doğu) (زادهٔ ۲۶ نوامبر ۱۹۷۳) کشتی‌گیر بازنشستهٔ اهل ترکیه است که در دستهٔ سنگین‌وزن کشتی آزاد فعالیت می‌کرد. او نایب‌قهرمان مسابقات قهرمانی کشتی جهان (۱۹۹۷) بود که به عنوان ملی‌پوش تیم ملی کشتی ترکیه در بازی‌های المپیک ۲۰۰۰ سیدنی رقابت کرد که با باخت برابر علیرضا حیدری از ایران از دور رقابت‌ها برای کسب مدال کنار رفت. 